# Капица, Пётр Леонидович
Пётр Леони́дович Капи́ца (26 июня [8 июля] 1894, Кронштадт — 8 апреля 1984, Москва) — советский физик, инженер и инноватор, нобелевский лауреат (1978). Дважды Герой Социалистического Труда (1945, 1974). Академик АН СССР (1939; член-корреспондент с 1929), награждён её Большой золотой медалью имени Ломоносова (1959). Член Лондонского королевского общества (1929) и Леопольдины (1958), иностранный член Национальной академии наук США (1946). Лауреат двух Сталинских премий l степени (1941, 1943).
Видный организатор науки. Основатель Института физических проблем (ИФП) и его директор (1934—1946, 1955—1984), начальник Главкислорода (1943—1946). Один из основателей Московского физико-технического института. Первый заведующий кафедрой физики низких температур физического факультета МГУ.
Лауреат Нобелевской премии по физике за открытие явления сверхтекучести жидкого гелия, ввёл в научный обиход термин «сверхтекучесть». Известен также работами в области физики низких температур, изучении сверхсильных магнитных полей и удержания высокотемпературной плазмы. Разработал высокопроизводительную промышленную установку для сжижения воздуха на базе турбодетандера. С 1921 по 1934 год работал в Кембридже под руководством Эрнеста Резерфорда. В 1945 году входил в состав Спецкомитета по советскому атомному проекту, но его двухлетний план реализации атомного проекта не был одобрен, в связи с чем он попросил об отставке, просьба была удовлетворена. С 1946 по 1955 год был уволен из государственных учреждений, но имел возможность до 1950 года работать профессором в МГУ.

## Биография

### Молодые годы
Пётр Леонидович Капица родился 26 июня (8 июля) 1894 года в Кронштадте (ныне административный район Санкт-Петербурга) в семье русского военного инженера Леонида Петровича Капицы и его жены Ольги Иеронимовны, дочери топографа Иеронима Стебницкого.
В 1905 году поступил в гимназию, но через год из-за слабой успеваемости по латыни перешёл в Кронштадтское реальное училище. Окончив училище, в 1912 году поступил на электромеханический факультет Петербургского политехнического института. Способного студента быстро заметил А. Ф. Иоффе и привлёк его на свой семинар и работу в лаборатории.
Первая мировая война застала молодого человека в Шотландии, которую он посетил на летних каникулах с целью изучения языка. В Россию он вернулся в ноябре 1914 года и через год добровольцем отправился на фронт. Капица служил водителем на санитарном автомобиле и возил раненых на польском фронте. После демобилизации в 1916 году возвратился в Петроград продолжать учёбу. Зимой 1919—1920 года в течение месяца от испанки умерли его отец, двухлетний сын, жена и новорождённая дочь.
Ещё до защиты диплома Иоффе приглашал Капицу на работу в Физико-технический отдел недавно созданного Рентгенологического и радиологического института (преобразованного в ноябре 1921 года в Физико-технический институт). Капица опубликовал свои первые научные работы в ЖРФХО и начал преподавательскую деятельность.
Иоффе считал, что перспективному молодому физику необходимо продолжить учёбу в авторитетной зарубежной научной школе, но организовать выезд за границу долго не удавалось. Благодаря содействию Крылова и вмешательству Максима Горького, весной 1921 года Капица в составе комиссии Академии наук отправляется в страны Западной Европы. В Таллине он полтора месяца ожидал немецкую или английскую визу и, получив английскую, в середине мая 1921 года отправился пароходом в Лондон. Благодаря рекомендации Иоффе ему удалось устроиться в Кавендишской лаборатории под начало Эрнеста Резерфорда, и с 23 июля Капица начал работать в Кембридже.
Молодой учёный быстро заслужил уважение коллег и руководства благодаря таланту инженера и экспериментатора. Работы в области сверхсильных магнитных полей принесли ему широкую известность в научных кругах. Поначалу взаимоотношения Резерфорда и Капицы складывались непросто, но постепенно советскому физику удалось завоевать и его доверие, и вскоре они стали очень близкими друзьями. Капица дал Резерфорду знаменитое прозвище «крокодил». Уже в 1921 году, когда Кавендишскую лабораторию посетил известный экспериментатор Роберт Вуд, Резерфорд поручил провести эффектный показательный опыт перед знаменитым гостем именно Петру Капице.
Темой докторской диссертации, которую Капица защитил в Кембридже в 1922 году, стало «Прохождение альфа-частиц через вещество и методы получения магнитных полей». Он также получит стипендию Кларка — Максвелла (это крупная и почётная стипендия, выдаваемая на три года лучшему из работающих в лаборатории).
С января 1925 года Капица — заместитель директора Кавендишской лаборатории по магнитным исследованиям. В 1929 году Капица был избран действительным членом Лондонского Королевского общества. В ноябре 1930 года Совет Королевского общества принял решение о выделении 15 000 фунтов стерлингов на строительство в Кембридже специальной лаборатории для Капицы. Торжественное открытие Мондовской лаборатории (по имени промышленника и филантропа Монда) состоялось 3 февраля 1933 года. Капица был избран Мессельским[что?] профессором Королевского общества. Лидер консервативной партии Англии, бывший премьер-министр страны Стэнли Болдуин в своей речи на открытии отметил:

Мы счастливы, что у нас директором лаборатории работает профессор Капица, так блестяще сочетающий в своём лице и физика, и инженера. Мы убеждены, что под его умелым руководством новая лаборатория внесёт свой вклад в познание процессов природы.
— 
Капица поддерживал связи с СССР и всячески содействовал международному научному обмену опытом. В «Международной серии монографий по физике» издательства Оксфордского университета, одним из редакторов которой был Капица, были опубликованы монографии Георгия Гамова, Якова Френкеля, Николая Семёнова. В Англию по его приглашению приезжали на стажировку Юлий Харитон и Кирилл Синельников.
Ещё в 1922 году Фёдор Щербатской высказывался о возможности избрания Петра Капицы в Российскую Академию Наук. В 1929 году целый ряд ведущих учёных подписались под представлением на избрание в АН СССР. 22 февраля 1929 года непременный секретарь АН СССР Ольденбург сообщил Капице, что «Академия наук, желая выразить своё глубокое уважение к учёным заслугам Вашим в области физических наук, избрала Вас на Общем собрании Академии наук СССР 13 февраля с. г. в свои члены-корреспонденты».
К тому же 1929 году отец его жены предостерегал Капицу от поездок в СССР. Через своего друга-математика Якова Викторовича Успенского он в том году передавал Капице: «Положение сейчас таково, что никаким гарантиям того, что Вас по истечении некоторого срока выпустят обратно, доверять нельзя. Приехав однажды в СССР, Вы рискуете остаться там навсегда. Но, допустив даже, что этого не случится, всё-таки можно очень сомневаться, что Вам удастся вести работу при таких условиях, какие Вы имеете в Кембридже». С. П. Тимошенко вспоминал, что через него А. Н. Крылов также передавал Капице предупреждение не возвращаться в СССР.

### Возвращение в СССР
XVII съезд ВКП(б) оценил значительный вклад учёных и специалистов в успехе индустриализации страны и выполнении первой пятилетки. Однако одновременно с этим правила выезда специалистов за границу стали более строгими, и за их исполнением теперь следила специальная комиссия.
Не остались без внимания многочисленные случаи невозвращения советских учёных. В 1936 г. В. Н. Ипатьев и А. Е. Чичибабин были лишены советского гражданства и исключены из состава Академии наук за то, что остались за рубежом после командировки. Широкий резонанс в научных кругах имела аналогичная история с молодыми учёными Г. А. Гамовым и Ф. Г. Добжанским.
Деятельность Капицы в Кембридже не оставалась незамеченной. Особое беспокойство советских властей вызывал тот факт, что Капица оказывал консультации европейским промышленникам. По мнению историка Владимира Есакова, ещё задолго до 1934 года был разработан план, связанный с Капицей, и о нём знал Сталин.
До 1934 года Капица с семьёй жил в Англии и регулярно приезжал в СССР на отдых и повидать родных. Правительство СССР несколько раз предлагало ему остаться, но учёный неизменно отказывался. В конце августа Капица, как и в предыдущие годы, собирался навестить мать и принять участие в международном конгрессе, посвящённом 100-летию со дня рождения Дмитрия Менделеева. В начале сентября Капица с женой приехал в Ленинград и принял участие в конгрессе, а в конце сентября ему официально сообщили, что вернуться в Англию он не сможет.
20 сентября 1934 года Куйбышев и Каганович проинформировали Сталина, отдыхавшего в Сочи, о приезде Капицы и о том, что по поручению ЦК ВКП(б) Пятаков вёл с ним переговоры о работе на Родине, но Капица отказался. Авторы письма настаивали: «такому положению, когда наш гражданин снабжает чужую страну изобретениями, имеющими военное значение, надо положить конец». Они предлагали любым способом удержать учёного в СССР, «в крайнем случае применить арест». Сталин на следующий день ответил согласием, добавив: «Капицу… нужно обязательно задержать в СССР и не выпускать в Англию на основании известного закона о невозвращенцах». С августа по октябрь 1934 года был принят ряд постановлений Политбюро, подписанных Л. М. Кагановичем, предписывающих задержать учёного в СССР.
Капицу отправили на приём к Валерию Межлауку. По воспоминаниям Н. Хрущёва, Сталин инструктировал Межлаука так: «Передайте Капице, что мы сделаем всё, чтобы создать ему желательные условия, построим для него специальный институт, но объясните твёрдо, что в Англию он не вернётся, мы не разрешим ему выехать туда». Председатель Госплана сообщил учёному, что выезд за границу невозможен, и виза аннулирована.
Капица был вынужден переехать к матери, а его супруга, Анна Алексеевна, уехала в Кембридж к детям одна. Английская пресса, комментируя случившееся, писала о том, что профессора Капицу принудительно задержали в СССР.
Капица был глубоко разочарован. Поначалу он даже хотел уйти из физики и переключиться на биофизику, став ассистентом Ивана Павлова. Обращался с просьбой о помощи и вмешательстве к Полю Ланжевену, Альберту Эйнштейну и Эрнесту Резерфорду. В письме Резерфорду он писал, что едва пришёл в себя после шока от случившегося и благодарил учителя за помощь его семье, оставшейся в Англии. Резерфорд письмом к полпреду СССР в Англии обратился за разъяснениями — почему известному физику отказывают в возвращении в Кембридж. В ответном письме ему сообщили, что возвращение Капицы в СССР продиктовано запланированным в пятилетнем плане ускоренным развитием советской науки и промышленности.

### 1934—1941 годы
Первые месяцы в СССР прошли трудно — не было работы и определённости с будущим. Жить пришлось в стеснённых условиях коммунальной квартиры у матери. Очень помогли ему в тот момент друзья Николай Семёнов, Алексей Бах, Фёдор Щербатской. Постепенно Капица пришёл в себя и согласился продолжить работу по специальности. В качестве условия потребовал перевезти Мондовскую лабораторию, в которой он работал, в СССР. Если Резерфорд откажется передать или продать оборудование, то необходимо будет приобрести дубликаты уникальных приборов. Решением Политбюро ЦК ВКП(б) было выделено 30 тысяч фунтов стерлингов на закупку оборудования.
23 декабря 1934 года Вячеслав Молотов подписал постановление об организации в составе Академии наук СССР Института физических проблем (ИФП). 3 января 1935 года газеты «Правда» и «Известия» сообщили о назначении Капицы директором нового института. В начале 1935 года Капица переезжает из Ленинграда в Москву — в гостиницу «Метрополь», получает в распоряжение личный автомобиль. В мае 1935 года началось строительство институтского лабораторного корпуса на Воробьёвых горах. После довольно сложных переговоров с Резерфордом и Кокрофтом (Капица не принимал в них участия) удалось прийти к соглашению об условиях передачи лаборатории в СССР. В период с 1935 по 1937 год постепенно было получено оборудование из Англии. Дело сильно стопорилось из-за нерасторопности чиновников, занимавшихся поставкой, и понадобилось писать письма высшему руководству СССР, вплоть до Сталина. В итоге удалось получить всё, что требовал Капица. В Москву приехали два опытных инженера, которые помогали в монтаже и настройке — механик Пирсон и лаборант Лауэрман.
В своих письмах конца 1930-х годов Капица признавался в том, что возможности для работы в СССР уступают тем, что были за рубежом — это даже несмотря на то, что он получил в своё распоряжение научное учреждение и практически не испытывал проблем с финансированием. Угнетало то, что проблемы, решавшиеся в Англии одним телефонным звонком, погрязали в бюрократизме. Резкие высказывания учёного и исключительные условия, созданные ему властями, не способствовали налаживанию взаимопонимания с коллегами по академической среде.

Положение угнетающее. Упал интерес к моей работе, а с другой стороны, товарищи-учёные так возмутились, что были, хотя бы на словах, сделаны попытки поставить мою работу в условия, которые попросту надо было считать нормальными, что без стеснения возмущаются: «Если <бы> нам то же сделали, то мы не то ещё сделаем, что Капица» … Помимо зависти, подозрений и всего прочего, атмосфера создалась невозможная и прямо жуткая … Учёные здешние определённо недоброжелательно относятся к моему переезду сюда.
— 
В 1935 году кандидатура Капицы даже не рассматривается на выборах в действительные члены АН СССР. Он неоднократно пишет записки и письма о возможностях реформы советской науки и академической системы представителям власти, но не получает внятной реакции. Несколько раз Капица принимал участие в заседаниях Президиума Академии Наук СССР, но, как сам вспоминал, после двух-трёх раз «устранился». В деле организации работы Института Физических Проблем Капица не получил сколько-нибудь серьёзной помощи и полагался, в основном, на свои силы.
В январе 1936 года из Англии возвращается Анна Алексеевна с детьми, и семья Капицы переезжает в коттедж, построенный на территории института. К марту 1937 года закончилось строительство нового института, перевезена и смонтирована большая часть приборов, и Капица возвращается к активной научной деятельности. В это же время при Институте Физических проблем начинает работать «капичник» — знаменитый семинар Петра Леонидовича, который вскоре приобретает всесоюзную известность.
В январе 1938 года Капица публикует в журнале Nature статью о фундаментальном открытии — явлении сверхтекучести жидкого гелия и продолжает исследования в новом направлении физики. Одновременно коллектив института, возглавляемого Петром Леонидовичем, активно работает над важной задачей разработки воздухоразделительных установок для производства кислорода, при этом он старается внедрить относительно новую технологию производства криогенных температур на базе турбодетандера. Это новшество вызывает бурные дискуссии в СССР, за рубежом его работа тоже не остаётся незамеченной.
На общем собрании Отделения математических и естественных наук АН СССР 24 января 1939 года единодушным голосованием Капица был принят в действительные члены Академии наук СССР.

### Военные и послевоенные годы
Во время Великой Отечественной войны ИФП был эвакуирован в Казань, туда же переехала из Ленинграда семья Петра Леонидовича. В военные годы необходимость в производстве жидкого кислорода из воздуха в промышленных масштабах резко возрастает (в частности, для производства взрывчатки). Капица работает над внедрением в производство разработанной им кислородной криогенной установки. В 1942 году первый экземпляр «Объекта № 1» — турбокислородной установки ТК-200 производительностью до 200 кг/ч жидкого кислорода — был изготовлен и в начале 1943 года запущен в эксплуатацию. В 1945 году сдан «Объект № 2» — установка ТК-2000 с производительностью в десять раз больше.
По его предложению 8 мая 1943 года постановлением Государственного комитета обороны создаётся Главное управление по кислороду при СНК СССР, начальником Главкислорода назначается Пётр Капица. В 1945 году организован специальный институт кислородного машиностроения — ВНИИКИМАШ и начал выходить новый журнал «Кислород». В 1945 году получил звание Героя Социалистического Труда, а возглавляемый им институт был награждён Орденом Трудового Красного Знамени.
Помимо практической деятельности Капица находит время и для преподавания. C 1 октября 1943 г. Капица зачислен на должность заведующего кафедрой низких температур физического факультета МГУ. В 1944 году, в момент смены заведующего кафедрой стал главным автором письма 14 академиков, которое привлекло внимание правительства к ситуации на кафедре теоретической физики физического факультета МГУ. В результате заведующим кафедрой после Игоря Тамма стал не Анатолий Власов, а Владимир Фок. Недолго проработав на этой должности Фок через два месяца покинул этот пост. Капица подписал письмо четырёх академиков Молотову, автором которого был А. Ф. Иоффе. Это письмо инициировало разрешение противостояния между так называемой «академической» и «университетской» физикой.
По воспоминаниям Н. С. Хрущёва в конце Великой Отечественной войны Сталин стал выражать недовольство Капицей — не даёт того, что может, не оправдывает наших надежд.
Тем временем, во второй половине 1945 года, сразу по окончании войны, в активную фазу вступает советский атомный проект.
20 августа 1945 года был создан атомный Спецкомитет при Совнаркоме СССР, руководителем которого стал Лаврентий Берия.
В Комитет первоначально вошли только два физика:
- Курчатов был назначен научным руководителем всех работ;
- Капица, который не являлся специалистом в ядерной физике, должен был курировать отдельные направления (низкотемпературная технология разделения изотопов урана).

И Курчатов, и Капица входят в состав Технического совета специального комитета, дополнительно туда приглашаются И. К. Кикоин, А. Ф. Иоффе, Ю. Б. Харитон и В. Г. Хлопин.
У Капицы сразу же возникает недовольство методами руководства Берии, он весьма нелицеприятно и остро отзывается о генеральном комиссаре госбезопасности — как в личном, так и в профессиональном плане.
3 октября 1945 года Капица пишет Сталину письмо с просьбой освободить его от работы в Комитете, но ответа не последовало.
25 ноября Капица пишет второе письмо, более подробное (на 8 страницах) и 21 декабря 1945 года Сталин разрешает отставку Капицы.
Был опубликован протокол № 9 от 30 ноября 1945 года «протокол заседания Специального комитета при Совнаркоме СССР», на котором П. Л. Капица делает доклад о выводах, которые он сделал на основании анализа данных о последствиях применения атомных бомб в Хиросиме и Нагасаки и не даётся никаких поручений, детальный разбор бомбардировки этих городов поручено сделать комиссии во главе с А. И. Алихановым.
Собственно во втором письме Капица описал как необходимо, на его взгляд, осуществлять атомный проект, детально определив план действий на два года. Как полагают биографы академика — Капица в то время не знал о том, что на руках у Курчатова и Берии в то время уже были полученные советской разведкой данные об американской атомной программе. Предлагавшийся Капицей план, хотя и был достаточно быстр в исполнении, но недостаточно скор для сложившейся политической обстановки вокруг разработки первой советской атомной бомбы. В исторической литературе часто упоминается о том, что Сталин передал Берии, который предлагал арестовать независимого и резкого в суждениях академика «Я тебе его сниму, но ты его не трогай». Авторитетные биографы Петра Леонидовича не подтверждают историческую достоверность подобных слов Сталина, хотя известно, что Капица позволял себе совершенно исключительное для советского учёного и гражданина поведение. По мнению историка Лорена Грэхэма, Сталин ценил в Капице прямоту и откровенность. Свои послания советским лидерам Капица, при всей остроте поднимаемых ими проблем, держал в тайне (содержание большинства писем было раскрыто после его смерти) и свои идеи широко не пропагандировал.
В это же время, в 1945—1946 годах снова обостряется полемика вокруг турбодетандера и промышленного производства жидкого кислорода. Капица вступает в дискуссию с ведущими советскими инженерами-криогенщиками, которым удаётся доказать, что процесс для получения жидкого кислорода, разработанный под руководством Капицы, проигрывает по эффективности классическим установкам высокого давления. Государственная комиссия признаёт перспективность разработок Капицы, но полагает, что запуск в промышленную серию будет преждевременным. Установки Капицы разбирают, и проект оказывается заморожен. Ирония судьбы заключалась в недальновидности и непродуманности этого решения — для ожижения кислорода процесс Капицы действительно малопригоден, но он на удивление эффективен и экономичен для производства газообразного кислорода в больших количествах, а это именно тот продукт, в котором нуждалась советская сталелитейная промышленность. Установки Капицы могли бы вывести Советский Союз в мировые лидеры, но этому не суждено было случиться из-за личных амбиций советской инженерной элиты.
Построенные Капицей установки для сжижения газов после долгой полемики нашли широкое применение в промышленности. Использование кислорода для кислородного дутья привело к перевороту в сталелитейной промышленности. Процесс кислородного дутья в итоге был сначала успешно внедрён на Западе и только позднее в СССР.
17 августа 1946 года Капицу снимают с должности директора ИФП. Он удаляется на дачу в посёлке Николина Гора. Там он организует домашнюю лабораторию «Изба физических проблем». Вместо Капицы директором института назначают А. П. Александрова. По словам академика Фейнберга, в это время Капица находился «в ссылке, под домашним арестом». Дача была собственностью Петра Леонидовича, но имущество и мебель внутри были большей частью государственные и их практически полностью вывезли. В 1950 году он был уволен и из МФТИ, созданного при его участии.
В своих воспоминаниях Капица писал о преследовании со стороны силовых структур, прямой слежке, инициированной Лаврентием Берией. Тем не менее академик не оставляет научную деятельность и продолжает исследования в области физики низких температур, разделения изотопов урана и водорода, совершенствует познания в математике. Благодаря содействию президента АН СССР Сергея Вавилова удалось получить минимальный комплект лабораторного оборудования и смонтировать его на даче. В многочисленных письмах Молотову и Маленкову Капица пишет об экспериментах, проводимых в кустарных условиях и просит о возможности вернуться к нормальной работе. В декабре 1949 года Капица, несмотря на приглашение, проигнорировал торжественное заседание в МГУ, посвящённое 70-летию Сталина.
В первые послевоенные годы по инициативе П. Л. Капицы в Московском институте химического машиностроения (МИХМ) была организована кафедра турбодетандерных установок, и на 3-й и 4-й курс по этой специальности специально отбирали студентов не только с любых кафедр МИХМ, но и из других вузов. Было набрано две группы (16 и 38 человек), их обучали по специальным программам ведущие учёные страны — Гухман, Вукалович, Ландау и Лифшиц.

### Последние годы
Ситуация изменилась только в 1953 году после смерти Сталина и ареста Берии. 3 июня 1955 года Капица после встречи с Хрущёвым вернулся на пост директора ИФП. Тогда же был назначен главным редактором ведущего физического журнала страны — «Журнала экспериментальной и теоретической физики». С 1956 года Капица — один из организаторов и первый заведующий кафедрой физики и техники низких температур МФТИ. В 1957—1984 годы — член президиума АН СССР. По воспоминаниям Н. С. Хрущёва от предложения взяться за разработку тем оборонного значения Капица отказался, мотивируя это тем, что он — «учёный, а учёные подобны артистам: любят, чтобы об их работе говорили, писали, показывали их в кино, военная же тематика секретна. Связаться с ней означает изолироваться, похоронить себя в стенах института…»
Капица продолжает активную научную и педагогическую деятельность. В этот период внимание учёного привлекают свойства плазмы, гидродинамика тонких слоёв жидкости и даже природа шаровой молнии. Он продолжает вести свой семинар, где почитали за честь выступить лучшие физики страны. «Капичник» стал, своего рода, научным клубом, куда приглашались не только физики, но и представители других наук, деятели культуры и искусства.
Убедительность научного предвидения и весомость мнения П. Л. Капицы порой проявлялась в неожиданных областях. Так, в августе 1955 года он повлиял на решение о создании первого искусственного спутника Земли. Вот как об этом пишет лауреат Ленинской премии, заслуженный деятель науки и техники РСФСР, д.т. н., проф. Анатолий Викторович Брыков:

В конце августа 1955 года в Президиуме АН СССР состоялось совещание ведущих учёных страны в области ракетостроения, где, по предложению Сергея Павловича Королёва, был учреждён специальный орган по постановке научных исследований с помощью серии искусственных спутников Земли. Возглавил этот вновь созданный орган М. В. Келдыш. Мстислав Всеволодович действовал очень энергично. На следующий день в Президиуме АН СССР собрались все члены вновь созданного органа, где М. К. Тихонравов сделал доклад о предполагаемой конструкции спутника и его весовых характеристиках. При этом Михаил Клавдиевич основывался на разработках простейшего спутника первого этапа, так как работы по второму этапу ещё не были завершены. После доклада Тихонравов дал ответы на многочисленные вопросы по тепловому режиму спутника, источникам питания, весу научных приборов и др. Игорь Марианович Яцунский участвовал в работе этого совещания и так рассказывал о ходе обсуждения доклада:

— После бурного обсуждения и высказывания учёными ряда ценных предложений об использовании спутника, Мстислав Всеволодович всё-таки не был удовлетворён и не мог принять решения по этому вопросу. Напряжённость разрешил Пётр Леонидович Капица. Он сформулировал результаты обсуждения примерно так: «Дело это совершенно новое, здесь мы лишь вступаем в область неизведанного, а это всегда приносит науке плоды, которые заранее нельзя предвидеть. Но они обязательно будут. Искусственный спутник Земли надо делать!» Все с ним согласились, в том числе и Келдыш. Решение о создании первого искусственного спутника Земли было принято.

Помимо достижений в науке, Капица проявил себя как администратор и организатор. Под его руководством Институт физических проблем стал одним из наиболее продуктивных учреждений Академии наук СССР, привлёк многих ведущих специалистов страны. В 1964 году академик высказал идею создания научно-популярного издания для молодёжи. Первый номер журнала «Квант» вышел в 1970 году. Капица принимал участие в создании научно-исследовательского центра Академгородка неподалёку от Новосибирска и высшего учебного заведения нового типа — Московского физико-технического института.
В 1965 году, впервые после более чем тридцатилетнего перерыва, Капица получил разрешение на выезд из Советского Союза в Данию для получения Международной золотой медали Нильса Бора. Там он посетил научные лаборатории и выступил с лекцией по физике высоких энергий. В 1969 году учёный вместе с супругой впервые посетил США.
В последние годы Капица заинтересовался управляемой термоядерной реакцией. В 1978 году академику Петру Леонидовичу Капице была присуждена Нобелевская премия по физике «за фундаментальные изобретения и открытия в области физики низких температур». Известие о присуждении премии академик встретил во время отдыха в санатории Барвиха. Свою нобелевскую речь Капица, вопреки традиции, посвятил не тем работам, что были отмечены премией, а современным исследованиям. Капица сослался на то, что от вопросов в области физики низких температур он отошёл около 30 лет назад и ныне увлечён другими идеями. Нобелевская речь лауреата называлась «Плазма и управляемая термоядерная реакция» (Plasma and the controlled thermonuclear reaction). Сергей Петрович Капица вспоминал о том, что отец полностью оставил премию себе (положил на своё имя в один из шведских банков) и ничего не отдал государству.

Эти наблюдения привели к мысли, что шаровая молния — тоже явление, создаваемое высокочастотными колебаниями, возникающими в грозовых облаках после обычной молнии. Таким образом подводилась энергия, необходимая для поддержания продолжительного свечения шаровой молнии. Эта гипотеза была опубликована в 1955 г. Через несколько лет у нас появилась возможность возобновить эти опыты. В марте 1958 г. уже в шаровом резонаторе, наполненном гелием при атмосферном давлении, в резонансном режиме при интенсивных непрерывных колебаниях типа Нох возникал свободно парящий газовый разряд овальной формы. Этот разряд образовывался в области максимума электрического поля и медленно двигался по кругу, совпадающему с силовой линией.
Оригинальный текст (англ.) These observations led us to the suggestion that the ball lightening may be due to high frequency waves, produced by a thunderstorm cloud after the conventional lightening discharge. Thus the necessary energy is produced for sustaining the extensive luminosity, observed in a ball lightening. This hypothesis was published in 1955. After some years we were in a position to resume our experiments. In March 1958 in a spherical resonator filled with helium at atmospheric pressure under resonance conditions with intense H,, oscillations we obtained a free gas discharge, oval in form. This discharge was formed in the region of the maximum of the electric field and slowly moved following the circular lines of force.
— Фрагмент нобелевской лекции Капицы.
Вплоть до последних дней жизни Капица сохранял интерес к научной деятельности, продолжал работать в лаборатории и оставался на посту директора Института Физических проблем.
22 марта 1984 года Капица почувствовал себя плохо и его увезли в больницу, где диагностировали инсульт. 8 апреля, не приходя в сознание, Капица скончался. Похоронен в Москве на Новодевичьем кладбище (участок № 10, ряд 2, место 7).

## Научное наследие

### Работы 1920—1980 годов
Одна из первых значительных научных работ (совместно с Николаем Семёновым, 1918 год) посвящена измерению магнитного момента атома в неоднородном магнитном поле, который в 1922 году был усовершенствован в так называемом опыте Штерна — Герлаха.
Работая в Кембридже, Капица вплотную занялся исследованиями сверхсильных магнитных полей и их влиянием на траекторию элементарных частиц. Одним из первых Капица в 1923 году поместил камеру Вильсона в сильное магнитное поле и наблюдал искривление треков альфа-частиц. В 1924 году он получил магнитное поле с индукцией в 32 тесла в объёме 2 см3. В 1928 году сформулировал закон линейного возрастания электрического сопротивления ряда металлов от напряжённости магнитного поля (закон Капицы).
Создание оборудования для исследования эффектов, связанных с влиянием сильных магнитных полей на свойства вещества, в частности на магнитное сопротивление, привело Капицу к проблематике физики низких температур. Для осуществления экспериментов, прежде всего, необходимо было располагать значительным количеством сжиженных газов. Существовавшие в 1920—1930-е годы методики были малоэффективны.
Используя оригинальный инженерный подход под руководством Капицы была построена высокопроизводительная установка по сжижению воздуха. Ему удалось разработать воздухоразделительный процесс, при котором исключалась фаза сжатия воздуха до высокого давления: теперь не требовалось сжимать воздух до 100 атмосфер — достаточно было шести. Кроме того удалось повысить КПД детандера с 0,65 до 0,8—0,85, и существенно снизить стоимость установки.
В послевоенные годы Капицу привлекает электроника больших мощностей. Развил общую теорию электронных приборов магнетронного типа и создал магнетронные генераторы непрерывного действия. Капица выдвинул гипотезу о природе шаровой молнии. Экспериментально обнаружил образование высокотемпературной плазмы в высокочастотном разряде. Капица высказал ряд оригинальных идей, например — уничтожения ядерных боеприпасов в воздухе с помощью мощных пучков электромагнитных волн. В последние годы работал над вопросами термоядерного синтеза и проблемой удержания высокотемпературной плазмы в магнитном поле.
Именем Капицы назван «маятник Капицы» — механический феномен, демонстрирующий устойчивость вне положения равновесия. Также известен квантовомеханический эффект Капицы-Дирака, демонстрирующий рассеяние электронов в поле стоячей электромагнитной волны.

### Открытие сверхтекучести
Ещё Камерлинг-Оннес, исследуя свойства впервые полученного им жидкого гелия, отметил его необычно высокую теплопроводность. Жидкость с аномальными физическими свойствами привлекала внимание учёных. Благодаря установке Капицы, которая начала работать в 1934 году, удалось получить жидкий гелий в значительных количествах. Камерлинг-Оннес в первых экспериментах получил порядка 60 мл гелия, тогда как первая установка Капицы имела производительность около 2 литров в час. События 1934—1937 годов, связанные с отлучением от работы в Мондовской лаборатории и принудительным задержанием в СССР, сильно задержали ход исследований. Только в 1937 году Капица восстановил лабораторное оборудование и вернулся в новом институте к прежним наработкам в области физики низких температур. Тем временем на бывшем рабочем месте Капицы по приглашению Резерфорда начали работу в той же области молодые канадские учёные Джон Аллен и Остин Майзнер. В Мондовской лаборатории осталась экспериментальная установка Капицы по получению жидкого гелия — с ней и работали Аллен и Майзнер. В ноябре 1937 г. они получили достоверные экспериментальные результаты по изменению свойств гелия.
Историки науки, рассказывая о событиях на рубеже 1937—1938 годов, отмечают то, что в соревновании приоритетов Капицы и Аллена с Джонсом есть некоторые спорные моменты. Капица формально раньше своих зарубежных конкурентов прислал материалы в Nature — редакция их получила 3 декабря 1937 года, однако не торопилась публиковать, ожидая проверки. Зная о том, что проверка может затянуться, Капица в письме уточнил — гранки может проверить Джон Кокрофт, директор Мондовской лаборатории. Кокрофт, ознакомившись со статьёй, проинформировал о ней своих сотрудников — Аллена и Джонса, поторопив их с публикацией. Кокрофт, близкий друг Капицы, был удивлён тем, что Капица только в последний момент дал ему знать о фундаментальном открытии. Капица ещё в июне 1937 г. в письме Нильсу Бору сообщал о том, что значительно продвинулся в исследованиях жидкого гелия.
В итоге обе статьи увидели свет в одном номере Nature от 8 января 1938 года. В них сообщалось о скачкообразном изменении вязкости гелия при температуре ниже 2,17 К. Сложность задачи, решённой учёными, заключалась в том, что точное измерение величины вязкости жидкости, которая свободно протекала в полумикронное отверстие, было нелегко оценить. Возникающая турбулентность жидкости вносила значительную погрешность в измерение. Учёные исповедовали разный экспериментальный подход. Аллен и Майзнер рассматривали поведение гелия-II в тонких капиллярах (ту же методику использовал первооткрыватель жидкого гелия Камерлинг-Оннес). Капица исследовал поведение жидкости между двумя отшлифованными дисками и оценил полученное значение вязкости ниже величины 10−9 П. Новое фазовое состояние Капица назвал сверхтекучестью гелия. Советский учёный не отрицал того, что вклад в открытие во многом был совместным. Так, например, в своей лекции Капица подчёркивал, что уникальное явление фонтанирования гелия-II впервые наблюдали и описали Аллен и Майзнер.
Вслед за этими работами последовало теоретическое обоснование наблюдаемого явления. Его дали в 1939—1941 годах Лев Ландау, Фритц Лондон и Ласло Тисса, предложившие так называемую двухжидкостную модель. Сам Капица в 1938—1941 годах продолжил исследования гелия-II, в частности, подтвердив предсказанную Ландау скорость звука в жидком гелии. Исследование жидкого гелия как квантовой жидкости (конденсат Бозе — Эйнштейна) стало важным направлением в физике, давшим целый ряд замечательных научных работ. Лев Ландау получил в 1962 году Нобелевскую премию в знак признания заслуг в построении теоретической модели сверхтекучести жидкого гелия.
Нильс Бор трижды рекомендовал нобелевскому комитету кандидатуру Петра Леонидовича: в 1948, 1956 и 1960 годах. Однако присуждение премии произошло только в 1978 году. Противоречивая ситуация с приоритетом открытия по мнению многих исследователей науки привела к тому, что Нобелевский комитет многие годы тянул с присуждением премии советскому физику. Аллен и Майзнер не были отмечены премией, хотя научное сообщество признаёт их важный вклад в открытие явления.

## Гражданская позиция
Историки науки и те, кто близко знал Петра Леонидовича, описывали его как многогранную и своеобразную личность. Он сочетал в себе многие качества: интуицию и инженерное чутьё физика-экспериментатора; прагматизм и деловой подход организатора науки; независимость суждений в общении с властями.
Если нужно было решать какие-то организационные вопросы, Капица предпочитал не звонить по телефону, а написать письмо и в нём ясно изложить суть дела. Такая форма обращения предполагала столь же ясный письменный ответ. Капица считал, что в письме труднее «замотать» дело, чем в телефонном разговоре. В отстаивании своей гражданской позиции Капица был последователен и настойчив, написав высшим руководителям СССР около 300 посланий, затрагивающих самые острые темы. Как писал Юрий Осипьян, он умел разумно сочетать разрушительный пафос с созидательной деятельностью.
Известны примеры того, как в сложное время 1930-х годов Капица защищал своих коллег, попавших под подозрение силовых структур. Академики Фок и Ландау обязаны своим освобождением Капице. Ландау выпустили из тюрьмы НКВД под личное поручительство Петра Леонидовича. Формальным предлогом стала необходимость поддержки со стороны физика-теоретика для обоснования модели сверхтекучести. Между тем обвинения против Ландау были чрезвычайно серьёзными, так как он открыто выступал против власти и действительно участвовал в распространении критических по отношению к господствующей идеологии материалов.
В 1966 году подписал письмо 25 деятелей культуры и науки генеральному секретарю ЦК КПСС Л. И. Брежневу против реабилитации Сталина. Капица также защищал опального Андрея Сахарова. В 1968 году на заседании Академии Наук СССР Келдыш призвал членов академии осудить Сахарова, и в его защиту выступил Капица, заявив, что нельзя выступать против человека, если не удалось предварительно познакомиться с тем, что же он написал. В 1978 году, когда Келдыш ещё раз предложил Капице подписаться под коллективным письмом, тот вспомнил о том, как Прусская академия наук исключала из своего состава Эйнштейна, и отказался подписывать письмо.
8 февраля 1956 года (за две недели до XX съезда КПСС) на заседании физического семинара Капицы с докладом о проблемах современной генетики выступили Николай Тимофеев-Ресовский и Игорь Тамм. Впервые с 1948 года состоялось официальное научное заседание, посвящённое проблемам опальной науки генетики, которое пытались сорвать сторонники Лысенко в Президиуме АН СССР и в ЦК КПСС. Капица вступал в полемику с Лысенко, пытаясь предложить ему усовершенствованный метод экспериментальной проверки совершенства квадратно-гнездового метода посадки деревьев. В 1973 году Капица в письме обратился к Андропову с просьбой освободить супругу известного диссидента Вадима Делоне. Капица принимал активное участие в Пагуошском движении, выступая за использование науки исключительно в мирных целях.
Даже во времена сталинских чисток Капица поддерживал научный обмен опытом, дружеские отношения и переписку с зарубежными учёными. Они приезжали в Москву, посещали институт Капицы. Так, в 1937 году лабораторию Капицы посетил американский физик Уильям Уэбстер. В СССР несколько раз приезжал друг Капицы Поль Дирак.
Капица всегда считал, что преемственность поколений в науке имеет большое значение, и жизнь учёного в научной среде приобретает настоящий смысл, если он оставляет учеников. Он всячески поощрял работу с молодёжью и воспитание кадров. Так, в 1930-е годы, когда жидкий гелий был большой редкостью даже в лучших лабораториях мира — студенты МГУ могли получить его в лаборатории ИФП для экспериментов.
В условиях однопартийной системы и плановой социалистической экономики Капица руководил институтом так, как сам считал необходимым. Первоначально в качестве «партийного заместителя» он назначением свыше получил Леопольда Ольберта. Через год Капица избавляется от него, выбрав себе заместителя сам — Ольгу Алексеевну Стецкую. Одно время в институте вообще не было начальника отдела кадров, и вопросами персонала ведал сам Капица. Он весьма свободно самостоятельно распоряжался бюджетом института, не считаясь со схемами, навязанными свыше. Капица, увидев беспорядок на территории, распорядился уволить двух из трёх дворников института и оставшемуся платить тройной оклад. В Институте физических проблем работало всего 15—20 научных сотрудников, а всего в нём числилось около двухсот человек, тогда как обычно штат профильного НИИ тех времён (например ФИАНа или Физтеха) насчитывал несколько тысяч сотрудников. Капица вступал в полемику о методах ведения социалистического хозяйства, весьма вольно высказываясь о сравнении с капиталистическим миром.

Если взять два последних десятилетия, то оказывается, что принципиально новые направления в мировой технике, которые основываются на новых открытиях в физике, все развивались за рубежом, и мы их перенимали уже после того, как они получили неоспоримое признание. Перечислю главные из них: коротковолновая техника (включая радар), телевидение, все виды реактивных двигателей в авиации, газовая турбина, атомная энергия, разделение изотопов, ускорители <…>. Но обиднее всего то, что основные идеи этих принципиально новых направлений в развитии техники часто зарождались у нас раньше, но успешно не развивались. Так как не находили себе признания и благоприятных условий.
— из письма Капицы Сталину
По воспоминаниям Н. Хрущёва, он лично уговаривал Капицу заняться оборонной тематикой, но тот отказался. Хрущёв по этому поводу высказался так:

Мне трудно было понять, как советский человек, видевший страдания нашего народа, которые принесла гитлеровская война, может так мыслить. Мы прилагали все усилия к тому, чтобы не повторилась война, всё делали для подъёма экономики, науки, культуры. Понятно, что без науки оборонную мощь нельзя создать. А тут крупнейший учёный с мировым именем отказывается нам помочь?

## Семья и личная жизнь
Отец — Леонид Петрович Капица (1864—1919), генерал-майор инженерного корпуса, строивший Кронштадтские форты, выпускник Николаевской инженерной академии, происходивший из молдавского шляхетского рода Капиц-Милевских (принадлежал польскому гербу «Ястржембец»).
Мать — Ольга Иеронимовна Капица (1866 — март 1937), урождённая Стебницкая, педагог, специалист по детской литературе и фольклору. Её отец Иероним Иванович Стебницкий (1832—1897) — картограф, член-корреспондент Императорской Академии наук, был главным картографом и геодезистом Кавказа, поэтому она родилась в Тифлисе. Затем из Тифлиса приехала в Санкт-Петербург и поступила на Бестужевские курсы. Преподавала на дошкольном отделении Педагогического института им. Герцена, профессор. Её внук С. П. Капица вспоминал: «Бабушка, несомненно, оказала большое влияние на поросль молодых и талантливых детских писателей, которая тогда сформировалась в Ленинграде; туда входили Маршак, Бианки, Житков. Они создали то, что сегодня называется советской детской литературой».
В 1916 году Капица женился на Надежде Черносвитовой. Её отец, член ЦК партии кадетов, депутат Государственной Думы Кирилл Черносвитов, был позже, в 1919 году, расстрелян. От первого брака у Петра Леонидовича родились дети:
- Иероним (22 июня 1917 — 13 декабря 1919, Петроград)
- Надежда (6 января 1920 — 8 января 1920, Петроград).

Умерли вместе с матерью от испанки. Похоронены все в одной могиле, на Смоленском лютеранском кладбище в Санкт-Петербурге. Капица тяжело переживал утрату и, как он сам вспоминал, только мать вернула его обратно к жизни.
В октябре 1926 года в Париже Капица близко познакомился с Анной Крыловой (1903—1996). В апреле 1927 года они поженились. Предложение руки и сердца первой сделала Анна Крылова. Её отца, академика Алексея Николаевича Крылова, Капица знал очень давно, ещё со времени комиссии 1921 года. От второго брака в семье Капицы родились два сына:
- Сергей (14 февраля 1928, Кембридж — 14 августа 2012, Москва),
- Андрей (9 июля 1931, Кембридж — 2 августа 2011, Москва).

В СССР вернулись в январе 1936 года.
Вместе с Анной Алексеевной Капица прожил 57 лет. Супруга помогала ему в подготовке рукописей. После смерти учёного она организовала в его доме музей.
В свободное время Капица увлекался шахматами. Во время работы в Англии выигрывал первенство графства Кембриджшир по шахматам. Любил мастерить домашнюю утварь и мебель в собственной мастерской. Ремонтировал старинные часы.

## Награды и премии
- Медаль Гельмгольца (1981)
- Нобелевская премия по физике (1978)
- Герой Социалистического Труда (8 июля 1974)
- Орден Ленина (8 июля 1974)
- Мемориальная премия Саймона (1973)
- Орден Ленина (20 июля 1971)
- Медаль Камерлинг-Оннеса (1968)
- Медаль Резерфорда (1966)
- Медаль Нильса Бора (1965)
- Орден Ленина (9 июля 1964)
- Орден Партизанской звезды (1964)
- Золотая медаль имени М. В. Ломоносова АН СССР (1959)
- Медаль Котениуса (1959)
- Орден Трудового Красного Знамени (27 марта 1954)
- Орден Ленина (30 апреля 1945) — за успешную научную разработку нового турбинного метода получения кислорода и за создание мощной турбокислородной установки для производства жидкого кислорода
- Герой Социалистического Труда (30 апреля 1945) — за успешную научную разработку нового турбинного метода получения кислорода и за создание мощной турбокислородной установки для производства жидкого кислорода
- Орден Ленина (9 июля 1943) — за выдающиеся научные достижения в области физики, в связи с 50-летием со дня рождения
- Медаль Франклина (1944)
- Орден Ленина (30 апреля 1943) — за успешную работу по разработке и внедрению нового метода получения жидкого воздуха и жидкого кислорода
- Сталинская премия l степени (22 марта 1943) — за открытие и исследования явления сверхтекучести жидкого гелия, результаты которых опубликованы в конце 1941 года в работах: «Перенос тепла и сверхтекучесть гелия II» и «Исследование механизма теплопроводности в гелии II»
- Медаль Фарадея (1942)
- Сталинская премия l степени (13 марта 1941) — за научную работу «Турбодетандер для получения низких температур и его применение для ожижения воздуха», опубликованную в 1939 году
- Медали

## Память
- Российской академией наук учреждена золотая медаль имени П. Л. Капицы, присуждаемая с 1994 года за выдающиеся работы по физике как российским, так и зарубежным учёным.
- В честь П. Л. Капицы в 1986 г. названа улица в г. Москве.
- Имя П. Л. Капицы присвоено кафедре техники низких температур Московского политехнического университета в ходе его реорганизации в 2012 году. Капица возглавлял эту кафедру с 1944 по 1946 год, когда она входила в состав МИХМ[84].
- В честь П. Л. Капицы в 2014 году назван Физтех-Лицей в г. Долгопрудном[85].
- В честь П. Л. Капицы названа школа № 425 в г. Кронштадте.
- В честь П. Л. Капицы названо воздушное судно А330 VQ-BMV в парке ОАО «Аэрофлот».
- В Зеленограде лицей № 1557 носит имя П. Л. Капицы.
- В Кронштадте установлен памятник-бюст уроженцу города академику Петру Леонидовичу Капице. Бюст открыт при его жизни, 18 июня 1979 года (дважды Героям в СССР положено было на родине устанавливать бюст). Скульптор А. Портянко, архитекторы В. Богданов и Л. Капица[86].
- В честь П. Л. Капицы назван открытый 20 октября 1982 г. астероид (3437) Капица (Kapitsa)[87], в честь его жены Анны Алексеевны Капицы (Крыловой) — открытый 13 ноября 1982 г. (5021) Крылания (Krylania)[88]. Имя их старшего сына, учёного-физика и телеведущего С. П. Капицы, известного прежде всего как бессменный (с 1973 по 2012 г.) ведущий научно-популярной телепрограммы «Очевидное — невероятное», увековечено в названии открытого 20 октября 1982 г. астероида (5094) Серёжа (5094 Seryozha)[89]. Эти открытия были сделаны в Крымской астрофизической обсерватории её сотрудницей астрономом Людмилой Карачкиной.
- В 2019 году Почта Приднестровья выпустила почтовую марку, приуроченную к 125-летию со дня рождения П. Л. Капицы (см. ниже), но изобразила на ней С. П. Капицу (то есть сына).

- 100 лет со дня рождения П. Л. Капицы, Почта России, 1994
- Почтовая марка России (2000)
- 125 лет со дня рождения П. Л. Капицы, Почта Приднестровья, 2019
- 125 лет со дня рождения П. Л. Капицы, Почта России, 2019